# كارلو الثاني دوق بارما

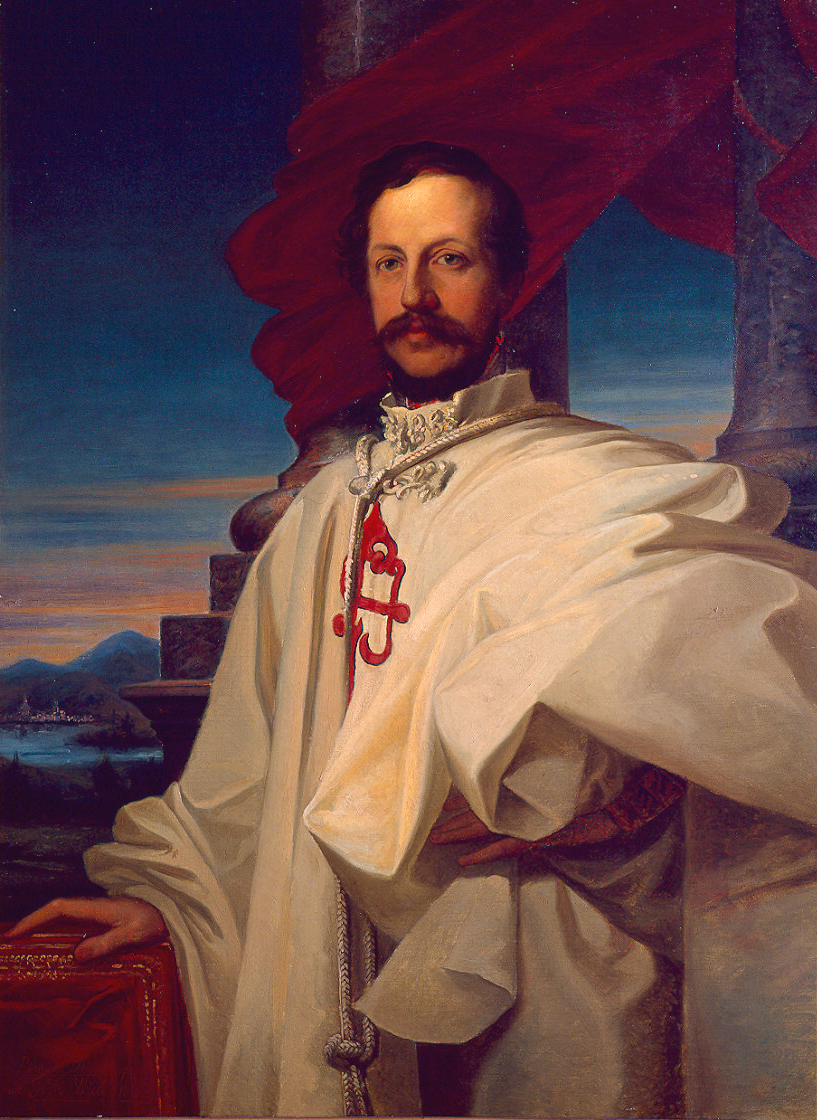
تشارلز الثاني دوق بارما

تشارلز لويس بوربون بارما (بالإيطالية: Carlo II di Parma) (تشارلز لويس دي بوربون بارما) (22 ديسمبر 1799 - 16 أبريل 1883) كان ملك إتروريا بين عامي 1803-1807 ودوق لوكا بين عامي 1824-1847 ودوق بارما بين عامي 1847-1849.